# تيريزا أبيليرا
تيريزا أبيليرا دوينياس (من مواليد 9 يناير 2000) هي لاعبة كرة قدم إسبانية محترفة تلعب كلاعبة خط وسط لنادي ريال مدريد والمنتخب الإسباني للسيدات.

## مهنة النادي

### وظيفة مبكرة
بدأت أبيليرا بلعب كرة القدم عندما كانت طفلة مع والدها وشقيقها. ولعبت كرة الصالات. وأصبحت بطلة إسبانيا في سن السادسة عشرة مع نادي بويو بيسكامار، قبل انضمامها إلى ديبورتيفو أبانكا، لعبت لصالح نادي سي دي ليريز.

### ديبورتيفو (2016–2020)
في عام 2016، بعد تعافي قسم الأندية النسائية، انضمت أبيليرا إلى ديبورتيفو أبانكا، وفي 4 سبتمبر 2016، ظهرت لأول مرة ضد أوفييدو موديرنو.
في 6 أغسطس 2016، أصبحت إلى جانب زميلتها راكيل بيجار أول لاعبة كرة قدم محترفة في جليقية.
ظهرت لأول مرة في الدوري الإسباني في 8 سبتمبر 2019 ضد نادي إسبانيول، بعد فوز النادي بلقب دوري الدرجة الثانية، وصعوده إلى الدرجة الأولى. وحصلت على لقب أفضل لاعب في الأسبوع السابع.

## مهنة دولية
استدعيت أبيليرا إلى تشكيلة إسبانيا تحت 17 سنة لبطولة أمم أوروبا للسيدات تحت 17 سنة 2016 التي أقيمت في بيلاروسيا. وأصبحت إسبانيا الوصيف في المسابقة. لعبت أيضًا في بطولة أمم أوروبا للسيدات تحت 19 عامًا 2018، عندما فازت إسبانيا باللقب.

## الإنجازات

### كرة القدم
ديبورتيفو لاكورونيا
- الدرجة الثانية: 2018–19.[8]

إسبانيا
- بطولة أوروبا للسيدات تحت 17 سنة: الوصيف 2016
- بطولة أوروبا للسيدات تحت 19 سنة: البطل 2018.[7]
- كأس العالم للسيدات: 2023

### كرة الصالات
- بطولة اسبانيا لكرة الصالات تحت 16 سنة: 2016
- بطولة جليقية لكرة الصالات تحت 16 سنة: 2016